# Gampel
Gampel foi uma comuna da Suíça, no Cantão Valais, com cerca de 1.385 habitantes. Estendia-se por uma área de 16,9 km², de densidade populacional de 82 hab/km². Confinava com as seguintes comunas: Bratsch, Erschmatt, Ferden, Niedergesteln, Steg, Turtmann. 
A língua oficial nesta comuna era o Alemão.

## História
Em 1 de janeiro de 2009, passou a formar parte da comuna de Gampel-Bratsch.
1. ↑  Amtliches Gemeindeverzeichnis der Schweiz publicado pelo Swiss Federal Statistical Office (em alemão) Acesso em 19 de julho de 2011